# Queen Elizabeth (Schiff, 2017)

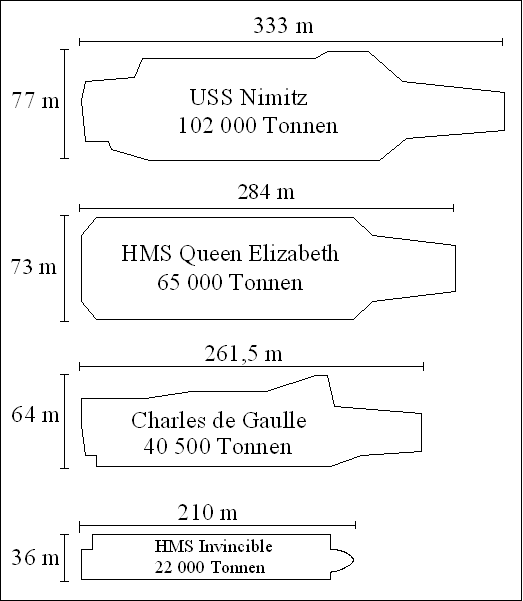
Schematischer Vergleich mit heutigen Trägern

HMS Queen Elizabeth ist der erste von zwei neuen Flugzeugträgern der Queen-Elizabeth-Klasse der britischen Royal Navy (RN). Sie ist seit 2021 einsatzbereit und wird mit ihrem Schwesterschiff Prince of Wales die drei Flugzeugträger der Invincible-Klasse ersetzen. Die Queen Elizabeth gehört neben der russischen – historisch sowjetischen – Admiral-Kusnezow-Klasse zu den größten jemals in Europa gebauten Kriegsschiffen.
Für Seeversuche ging das Schiff am 26. Juni 2017 erstmals auf Probefahrt. Der Versuchs-Flugbetrieb begann 2018, die volle Einsatzfähigkeit („Initial Operating Capability“) ist seit 2021 gegeben. Am Abend des 22. Mai 2021 brach die aus acht Schiffen bestehende britische Flugzeugträgergruppe gemeinsam mit je einem US-amerikanischen und einem niederländischen Schiff in das Südchinesische Meer zur ersten Mission auf.

## Konstruktion
Nach Planungen vom Mai 2012 wurde die HMS Queen Elizabeth, wie bereits ursprünglich vorgesehen, zum Betrieb der STOVL-Version der F-35 (Version F-35B) ausgelegt. Zwischenzeitlich gab es Pläne vom Herbst 2010, den Träger zum Betrieb von Hubschraubern bzw. konventioneller Flächenflugzeuge herzurichten, Details siehe im Artikel über die Klasse.
Laut den am 25. Juli 2007 vom Verteidigungsministerium veröffentlichten Daten hat das Schiff folgende Abmessungen:
- Länge: 284 m
- Breite: 73 m
- Verdrängung: 65.000 Tonnen
- Geschwindigkeit: 27 Knoten
- Besatzung: 1.450 (inkl. Flugpersonal)
- Flugzeuge: 40 (max.)

Das Zwei-Insel-System bei der Queen-Elizabeth-Klasse ist weltweit einmalig und soll zu besseren und reibungsloseren Abläufen auf dem Flugdeck führen.
Die Baukosten betrugen 3,1 Mrd. GBP (ca. 3,5 Mrd. EUR).

## Geschichte
Der Bau der HMS Queen Elizabeth begann 2009; man kann wegen der Sektions-Bauweise dabei nicht von einer Kiellegung im klassischen Sinn sprechen. Ihr erster Kapitän, Commodore Jerry Kyd, wurde im Februar 2014 benannt. Am 4. Juli 2014 wurde das Schiff durch Elisabeth II. getauft, in Erinnerung an das gleichnamige Schlachtschiff aus der Zeit der Weltkriege, das nach Elizabeth I. benannt war. Am 17. Juli 2014 verließ das Schiff das Montagedock und wurde bis 2016 schwimmend ausgerüstet.
Am 26. Juni 2017 ging das Schiff für Seeversuche erstmals auf Probefahrt. Am 7. Dezember 2017 wurde es in Anwesenheit der Queen offiziell in Dienst gestellt. Danach bestätigte die Royal Navy ein Leck des Trägers, wo zirka 200 Liter pro Stunde bei den Dichtungen des Antriebs eintraten. Das Leck solle vom Hersteller BAE Systems Anfang 2018 repariert werden.
Nachdem bereits vorher eine erste Helikopter-Flugversuchskampagne stattgefunden hatte, landeten die ersten Flugzeuge – F-35B des United States Marine Corps – am 25. September 2018 vor der US-Ostküste auf der „Q“. Eine weitere Helikopter-Flugversuchskampagne fand im Herbst 2019 ebenfalls im westlichen Nordatlantik statt. Die ersten Landungen von britischen F-35B Lightning fanden dort am 13. Oktober 2019 statt.
Im Herbst 2020 nahm das Schiff am NATO-Manöver JOINT WARRIOR teil, bei dem sich 6.000 Soldaten, 81 Flugzeuge, 28 Schiffe und zwei U-Boote beteiligten. Während des Manövers operierten zwei Staffeln F-35B vom Deck des Schiffes aus.
Am 22. Mai 2021, unmittelbar vor ihrer ersten Einsatzfahrt, besuchte die britische Königin Elisabeth II. das Schiff im Hafen von Portsmouth.
Im November 2024 besucht das Schiff erstmals Deutschland.

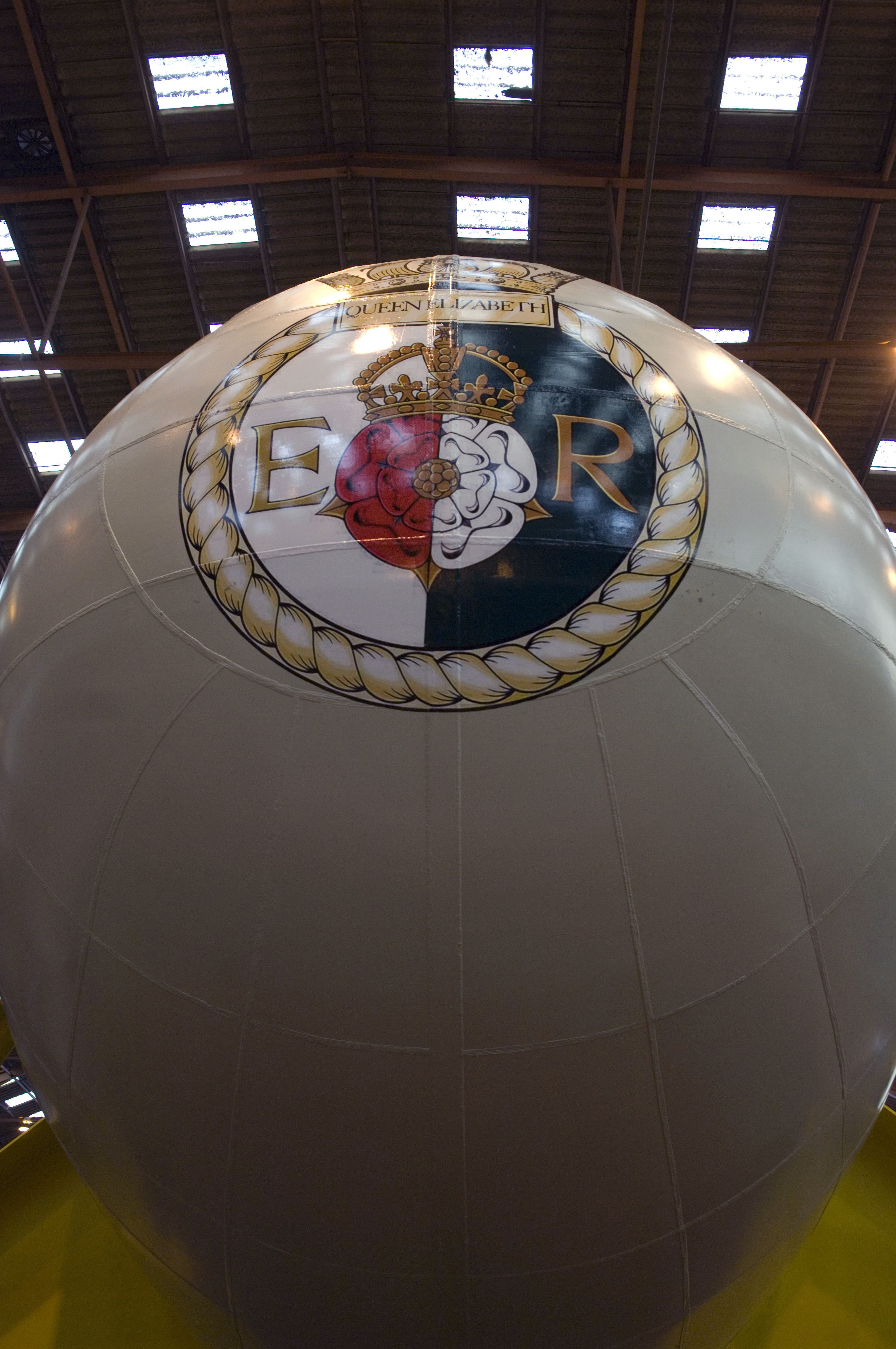
Wulstbug der HMS Queen Elisabeth in Appledore
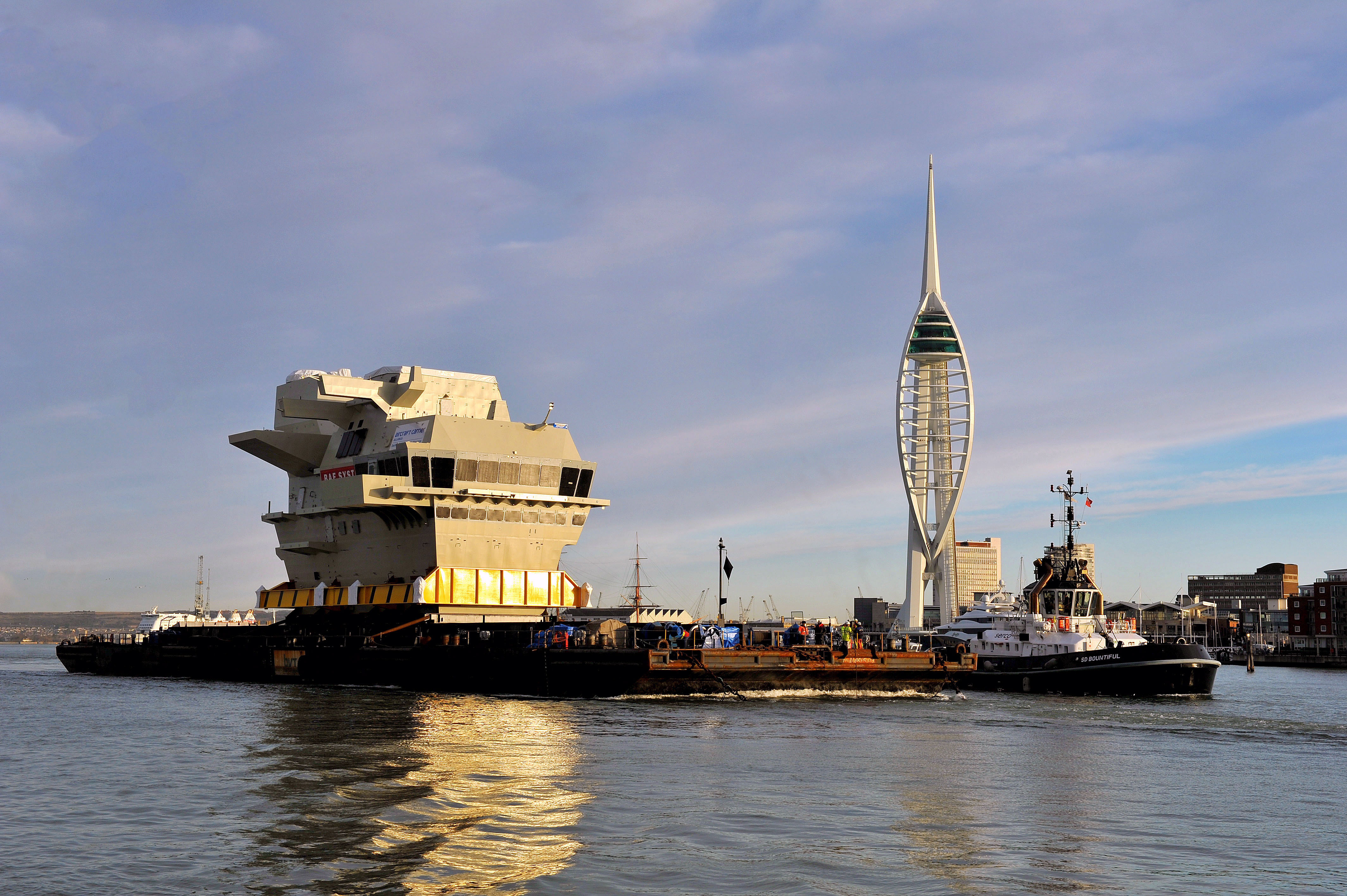
Die vordere Insel der HMS Queen Elisabeth verlässt Portsmouth, Februar 2013
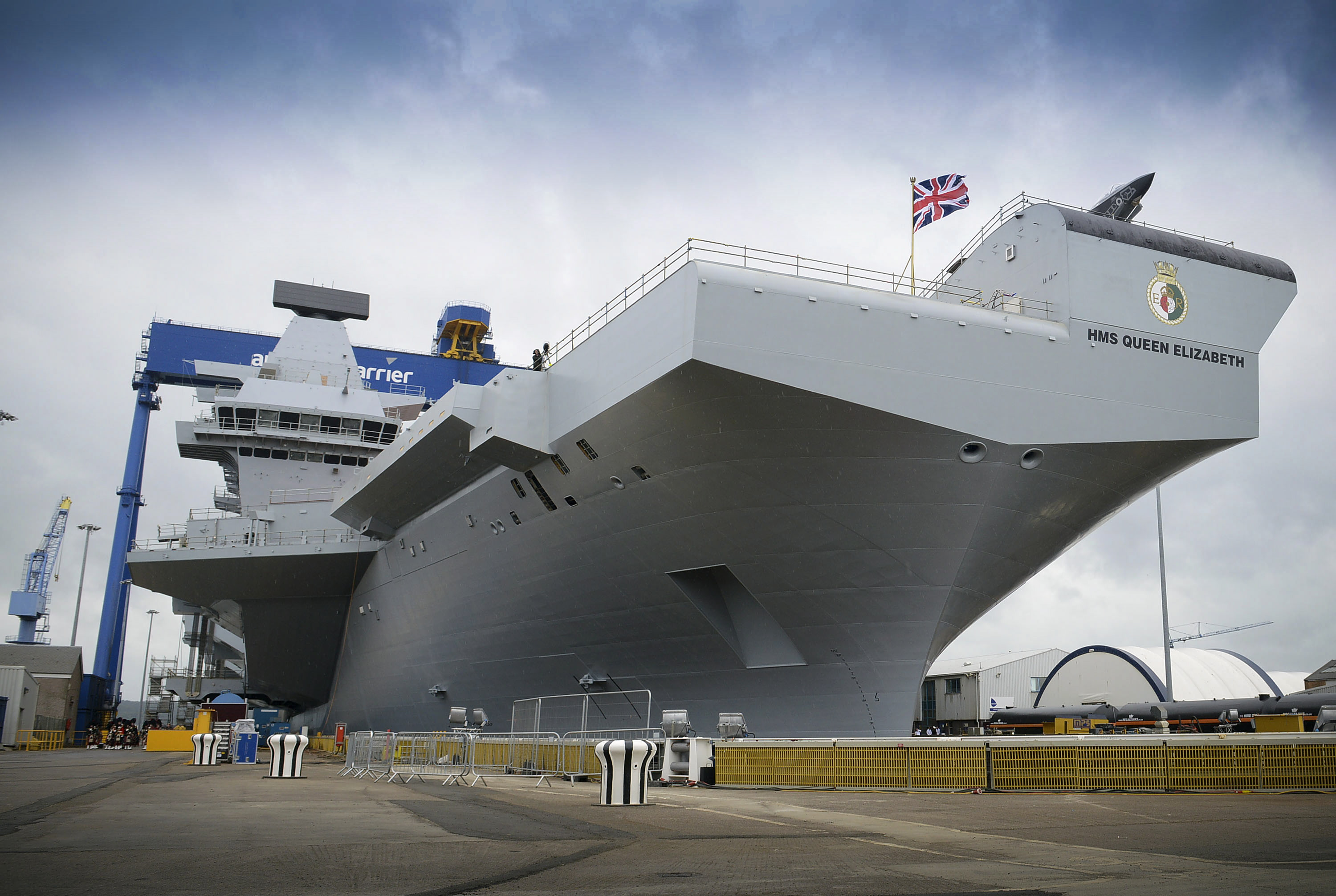
HMS Queen Elisabeth im Juli 2014
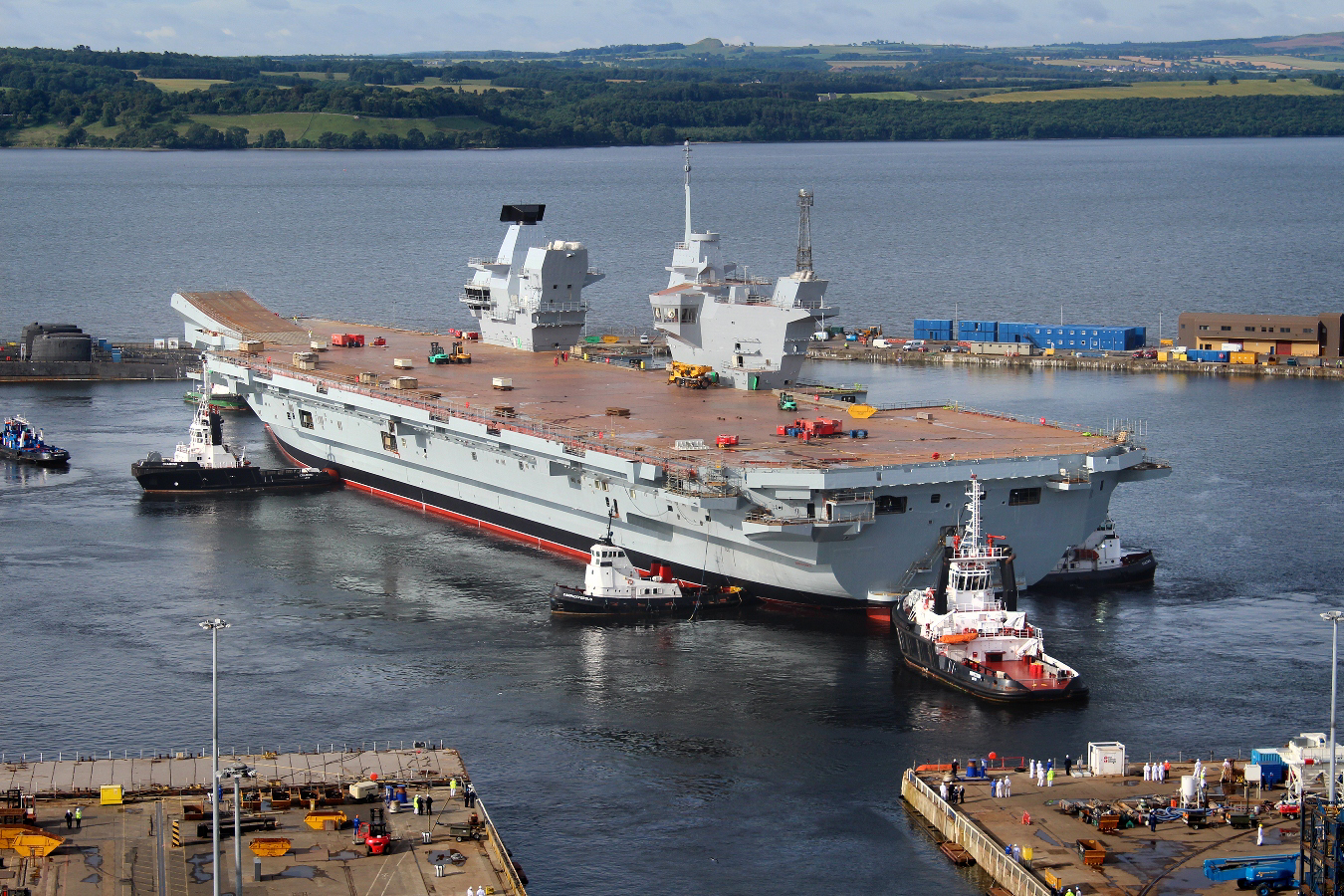
HMS Queen Elisabeth, Verlassen des Montagedocks im Juli 2014
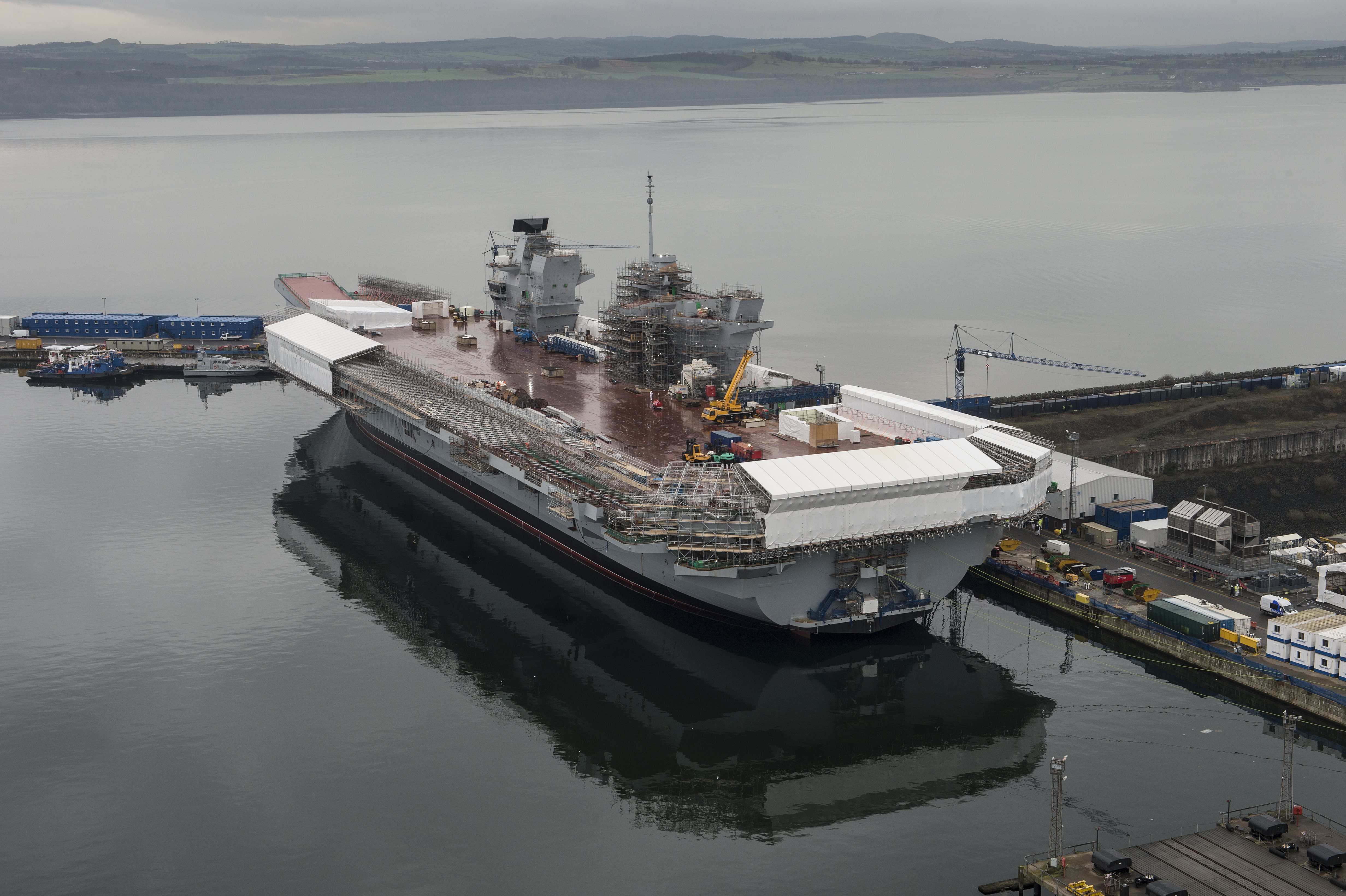
HMS Queen Elisabeth am Ausrüstungskai, Dezember 2014

## Flugzeuge
Als Ersatz für die Hawker Siddeley Harrier beschafft Großbritannien Kampfflugzeuge des Typs F-35B Lightning. Bei einem Einsatz als reiner Hubschrauberträger besteht das Carrier Air Wing (CVW) je nach Mission aus einer Mischung von Transport-, Marine- und Kampfhubschraubern der Typen Chinook, Merlin und Apache aller drei Teilstreitkräfte.
Die erste Staffel des CVW des Trägers ist die 820. Naval Air Squadron, ausgerüstet mit Merlin HM.2; sie ist dem Schiff dauerhaft zugeteilt. Die Tradition der Staffel geht zurück in den Zweiten Weltkrieg, Fairey-Swordfish-Torpedobomber der Einheit waren 1941 entscheidend an der Versenkung der Bismarck beteiligt.